# Letzter Wille (Fernsehserie)
Letzter Wille (Arbeitstitel: Erbschaftsangelegenheiten) ist eine österreichische Fernsehserie. Die Erstausstrahlung der acht 50-minütigen Folgen erfolgte ab dem 9. November 2020 im Hauptabendprogramm auf ORF 1. Auf Flimmit wurde die Serie am 2. November 2020 veröffentlicht.

## Handlung
Paul Schwarz ist ein Erbenermittler, mit seiner Mitarbeiterin Julia Marquard sucht er mögliche Erben für nicht beanspruchte Vermögen. Wenn Menschen sterben und es weder Nachkommen noch Verwandte noch ein Testament gibt, gehen die zurückbleibenden Werte an den Staat.
Bevor das passiert, muss Paul sicherstellen, dass es keine Anspruchsberechtigten gibt. Er dringt dabei in die Lebensgeschichten der Erblasser ein. Verknüpft sind diese mit Ereignissen der jüngeren österreichischen Vergangenheit wie der Besetzung der Hainburger Au, dem Glykolwein-Skandal und der Noricum-Affäre.

## Produktion
Die Dreharbeiten fanden 2018 in Wien und Niederösterreich statt.
Produziert wurde der Film von der MR Film im Auftrag des Österreichischen Rundfunks. Die Idee stammt von Markus Engel, der gemeinsam mit Verena Kurth, Timo Lombeck und Marcel Kawentel auch für die Drehbücher verantwortlich zeichnete. Regie führten Markus Engel (Folgen 1–4) und Gerald Liegel (Folgen 5–8).
Die Kamera führten Christoph Beck und Gero Lasnig. Als Filmtonmeister fungierten Dietmar Zuson und Gregor Manhardt. Für das Szenenbild zeichnete Maria Gruber verantwortlich, für das Maskenbild Susanne Weichesmiller und Michaela Sommer und für das Casting Nicole Schmied.

## Episodenliste
| Nr. (ges.) | Nr. (St.) | Originaltitel | Erstausstrahlung Österreich | Regie         | Drehbuch                      |
| --- | --------- | ------------- | --------------------------- | ------------- | ----------------------------- |
| 1 | 1         | Fahrräder     | 9. Nov. 2020                | Markus Engel  | Markus Engel                  |
| Darsteller: Michael Edlinger als Verlobter von Anna Mayr, Hakon Hirzenberger als Fotograf, Babett Arens als Nachbarin von Anna Mayr, Helmut Bohatsch als Straftäter, Fritz Egger als Polizeiwachtmeister Kosubek, Clemens Moschner als junger Polizeiwachtmeister Kosubek, Lukas Spisser als Polizeiarchivar                                                                           |           |               |                             |               |                               |
| 2 | 2         | Das Loch      | 16. Nov. 2020               | Markus Engel  | Markus Engel                  |
| Darsteller: Alexander Jagsch als Doppelgänger Lener, Roland Silbernagl als Tom Horseback, Robert Reinagl als Pflegevater Lener, Sabine Herget als Pflegemutter Lener, Ali Salman als Priester, Barbara Petritsch als Frau Schreiner, Hans Gnad als Archivar |           |               |                             |               |                               |
| 3 | 3         | Fesseln       | 23. Nov. 2020               | Markus Engel  | Markus Engel                  |
| Darsteller: Aenne Schwarz als Sonja Tungert, Johannes Silberschneider als Hannes Windberg, Monica Reyes als Ex-Frau 1, Katrin Reisinger als Ex-Frau 2, Ewa Placzynska als Eva, Julia Edtmeier als Ava |           |               |                             |               |                               |
| 4 | 4         | Masken        | 30. Nov. 2020               | Markus Engel  | Markus Engel                  |
| Darsteller: Dominik Warta als Herr Weinreich, Seyneb Nesba Saleh als Nayer Ziaar, Ulrike Beimpold als Tierfriedhofbesitzerin. Reinhold G. Moritz als Dialysepatient, Mercedes Echerer als Kara Antonia, Massud Rahnama als Khasib Heidi |           |               |                             |               |                               |
| 5 | 5         | Frost         | 7. Dez. 2020                | Gerald Liegel | Markus Engel                  |
| Darsteller: Franz Buchrieser als Alois Winther, Andreas Kiendl als Vorarbeiter Matthias, Inge Maux als Alte Frau, Peter Faerber als Psychologe, Lena Kalisch als Silke, Julia Jelinek als Krankenschwester, Barbara Macheiner |           |               |                             |               |                               |
| 6 | 6         | Fische        | 14. Dez. 2020               | Gerald Liegel | Markus Engel                  |
| Darsteller: Karl Fischer als Herr Helbig, Georges Kern als Pfarrer, Sabine Waibel als Frau mit Hasenscharte, Sebastian Wendelin als Martin Helbig, Lena Kalisch als Silke, Alexander Strömer als Klempner |           |               |                             |               |                               |
| 7 | 7         | Statuen       | 21. Dez. 2020               | Gerald Liegel | Marcel Kawentel, Timo Lombeck |
| Darsteller: Susi Stach als Maria Baumgartner, Martin Leutgeb als Wirt Geiger, Karola Niederhuber als Christl, Edita Malovčić als Mara Lugovic, Kristina Bangert als Susanne Fuchs, Wolfgang Rauh als Entrümpler Karli, Jack Hofer als Raphael Millbrand, Eva Neubauer als Frau Fuchs, Tobias Resch als Archivar Max, Florian Stanek, Franz Weichenberger und Patrick Seletzky als Gast |           |               |                             |               |                               |
| 8 | 8         | Bande         | 21. Dez. 2020               | Gerald Liegel | Verena Kurth                  |
| Darsteller: Eva Maria Marold als Natascha Ortner, Alma Hasun als Lena Ortner, Wolf Bachofner als Hubertus Arnold, Katharina Stemberger als Tanja Hofbauer, Josephine Bloéb als Saskia Arnold, Fanny Stavjanik als Attraktive Frau, Jack Hofer als Raphael Millbrand, Mario Canedo als Regisseur                                                                                        |           |               |                             |               |                               |

## Rezeption
Die erste Folge wurde bei Erstausstrahlung im ORF von 657.000 Personen gesehen, der Marktanteil betrug 18 Prozent. Folge zwei erreichte 428.000 Zuseher bei einem Marktanteil von 12 Prozent. Die dritte Folge sahen 288.000 Menschen bei acht Prozent Marktanteil, die vierte Folge fand 292.000 Zuschauer.